# Hanomag
La Hanomag, per esteso Hannoversche Maschinenbau AG, è stata una fabbrica fondata in Germania nel 1871 per la produzione metallurgica. Nei decenni successivi l'azienda produsse locomotive, autocarri, autovetture e trattori agricoli.

## Storia

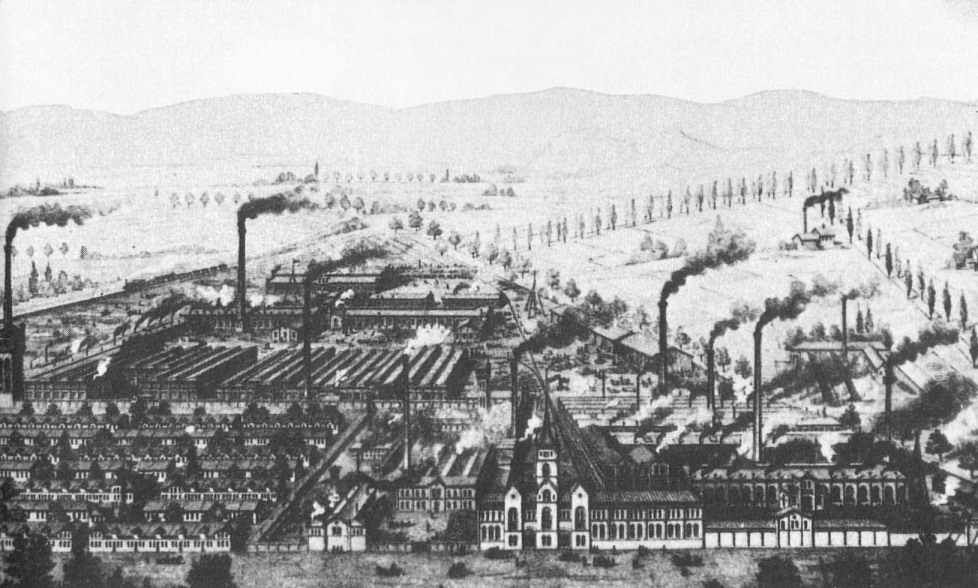
La fabbrica Egestorff e la fonderia intorno alla metà del XIX secolo

### Fonderia e fabbrica macchine Georg Egestorff
Antecedentemente alla fondazione della società, il 6 giugno 1835, Georg Egestorff aveva fondata a Linden (Assia) la fabbrica Iron Giesserey und Maschinenfabrik Georg Egestorff. Alla sua morte gli eredi nel 1868 vendettero le azioni a Bethel Henry Strousberg, proprietario della Hannover-Altenbekener Eisenbahn-Gesellschaft. Ciò avvenne nel 1871 dopo un fallimentare investimento in Romania con costruzione di 900 km di linea ferroviaria e fornitura di locomotive.

### Hannoversche Maschinenbau Actien-Gesellschaft

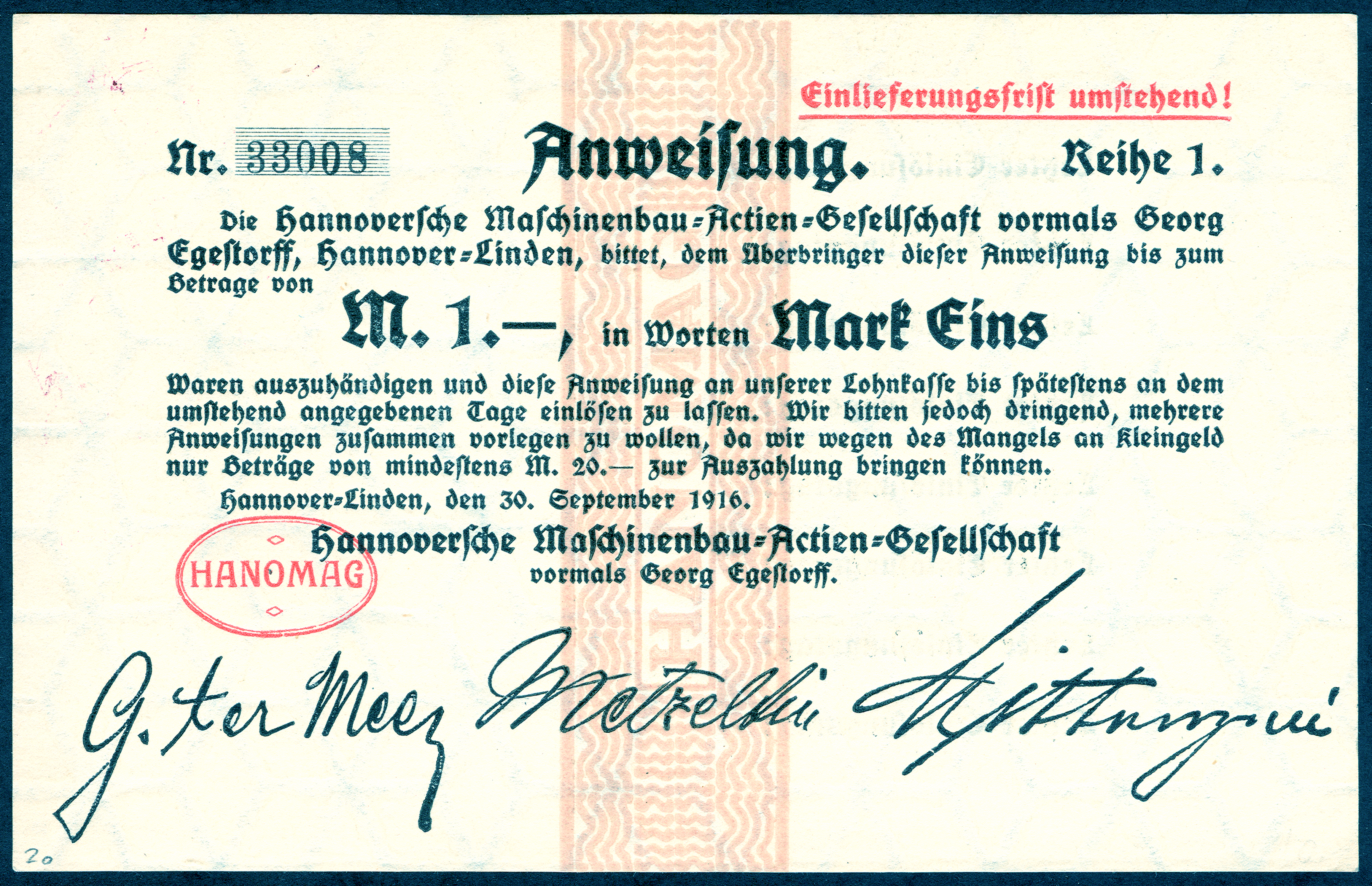
Notgeld Hanomag del 1916

La società per azioni Hannoversche Maschinenbau Actien-Gesellschaft vorm. Georg Egestorff, Linden vor Hannover venne fondata a Linden di Hannover il 10 marzo 1871 da un consorzio di banche. Dal 1904 il nome venne abbreviato nell'acronimo Hanomag su iniziativa del direttore Erich Metzeltin da poter utilizzare nelle comunicazioni telegrafiche. Nel 1917 fu progettato il nuovo impianto di Deisterplatz, ora conservato come edificio storico-museale. L'approssimarsi degli anni trenta trovò il gruppo in difficoltà finanziaria per il calo della richiesta di locomotive.

### Hanomag come industria di armamenti

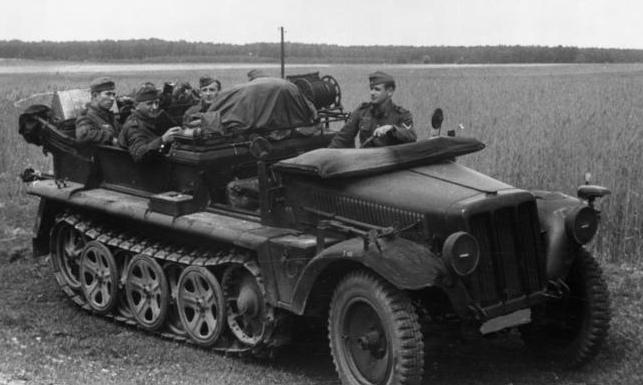
Sd.Kfz. 10
von Hanomag/MNH
(Russia, giugno 1941)

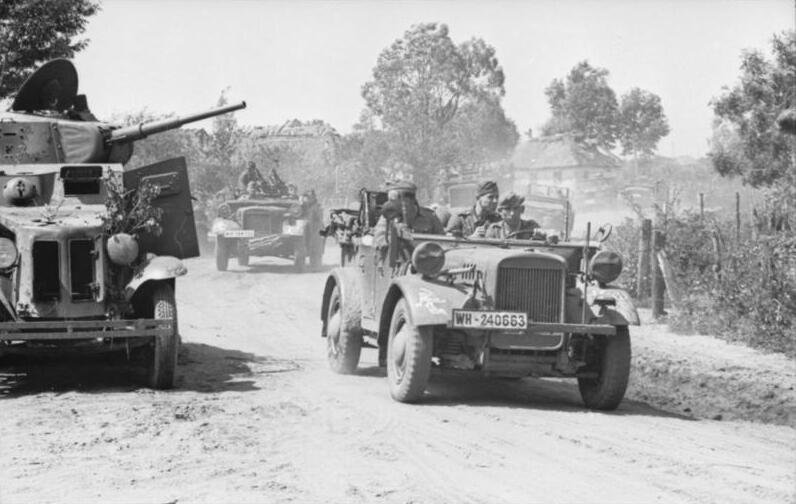
Unità leggera Pkw

Con l'avvento del Terzo Reich venne operata una riconversione delle fabbriche che portò ad un incremento costante della produzione di armi; nel 1933 la quota era del 40% della produzione, nel 1936 era salita al 60%, con quadruplicamento del numero dei dipendenti da 2.500 a 10.000.
Nel 1934 l'acquisizione da parte della Bochumer Verein della maggioranza delle azioni, portò la Hanomag a far parte della Vereinigte Stahlwerke.
La produzione spaziava dalle trattrici alle autoblindo, oltre che di cannoni, di (obici), pistole e munizioni di grosso calibro. Vennero prodotti anche fuoristrada militari a quattro ruote motrici del tipo Einheits-PKW.

### Dopo la seconda guerra mondiale
Nel 1945 la fabbrica venne smantellata. Nel 1952 riprese la produzione della Hanomag nel gruppo Rheinstahl e dal 1965 furono prodotti veicoli commerciali.
Nel 1965 viene acquisita la Tempo-Werke.
Il 1969 è l'anno in cui avviene la fusione di Hanomag ed Henschel-Werke dando luogo alla Hanomag-Henschel Fahrzeugwerke GmbH (HHF), con partecipazione azionaria della Daimler-Benz; Hanomag-Henschel inizialmente deteneva il 51%, poi passato al 100% in mano alla Daimler. in questa fase la fabbrica costruì una parte dei cacciacarri della Bundeswehr Kanonenjagdpanzer. A partire dal 1970 furono impiegati motori diesel Mercedes-Benz per la produzione di un van.
Nello stesso anno c'è l'acquisizione della Hatra.
Nel luglio 1974 il marchio Hanomag-Henschel spariva completamente; la Massey Ferguson rilevava il settore macchine da costruzione e movimento terra della Hanomag per 120 milioni di DM. Nel 1980 veniva acquisito da IBH, nel 1984 diveniva Hanomag Baumaschinen Produktion + Vertrieb GmbH e nel 1988 Hanomag Aktiengesellschaft.

### Acquisizione e insolvenza

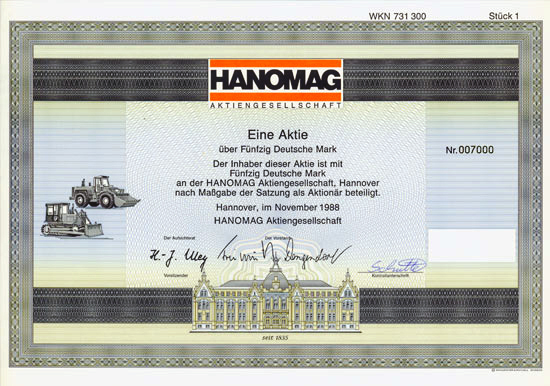
Azione HANOMAG AG del 1988

Dal 1º febbraio 1980 l'azienda venne acquisita da Horst-Dieter Esch per 30 milioni DM e la unì con altre sue proprietà nella IBH-Holding, creando il più grande gruppo al mondo di macchine da costruzione. La IBH finì nel novembre 1983 in insolvenza, la Hanomag nel febbraio 1984 fallì. Esch nel marzo 1984 venne arrestato e nell'ottobre successivo il tribunale di Coblenza lo condannò per bancarotta fraudolenta. Alla fine di marzo 1984 gli ultimi dipendenti furono licenziati .

### Komatsu-Hanomag
Gli imprenditori Alfred Gassmann, Helmut Gassmann e Günter Papenburg fondarono nell'aprile 1984 la Hanomag GmbH, che divenne nel 1988 detentrice delle azioni della società.
L'anno successivo, (1989), il pacchetto di maggioranza azionaria dell'azienda veniva acquistato dalla giapponese Komatsu Limited.
Nel 1995 la società cambiava la ragione sociale in Komatsu Hanomag Aktiengesellschaft.
Nel 2002 la Komatsu acquisiva il 100% delle azioni della società adattando la ragione sociale in Komatsu-Hanomag GmbH
Ad Hannover vengono fabbricati le pale gommate da 54 a 353 PS e dal 2005 anche gli escavatori da 14 a 22 ton. Nel 2007 la forza produzione superò le 1.400 unità con 3.400 macchine prodotte.

### Sito della fabbrica in disuso
Nella parte a sud di Linden c'è il sito della fabbrica storica, oggi sede di diverse attività, polizia e università.
La „U-Boot Halle" un grande spazio fu usato negli anni '80 e '90 come discoteca e Technoclub „Cyberhouse".

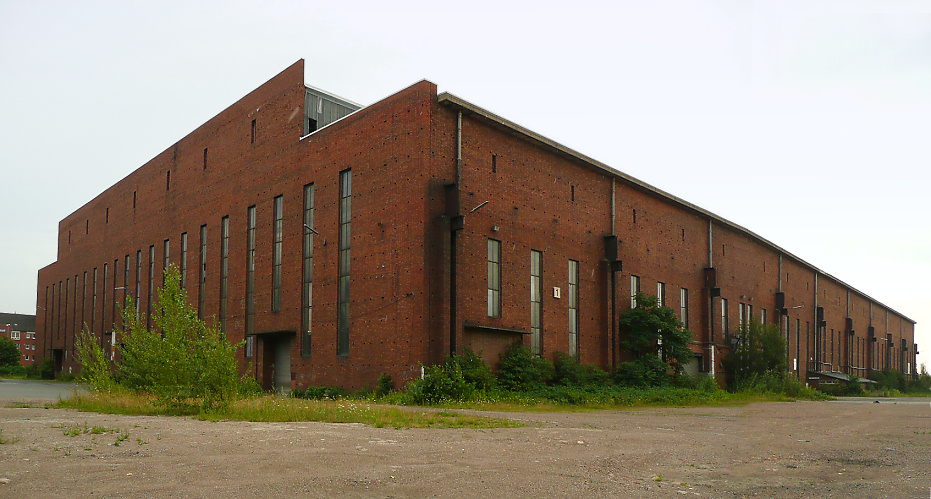
„U-Boot-Halle", ora Technoclub „Cyberhouse"
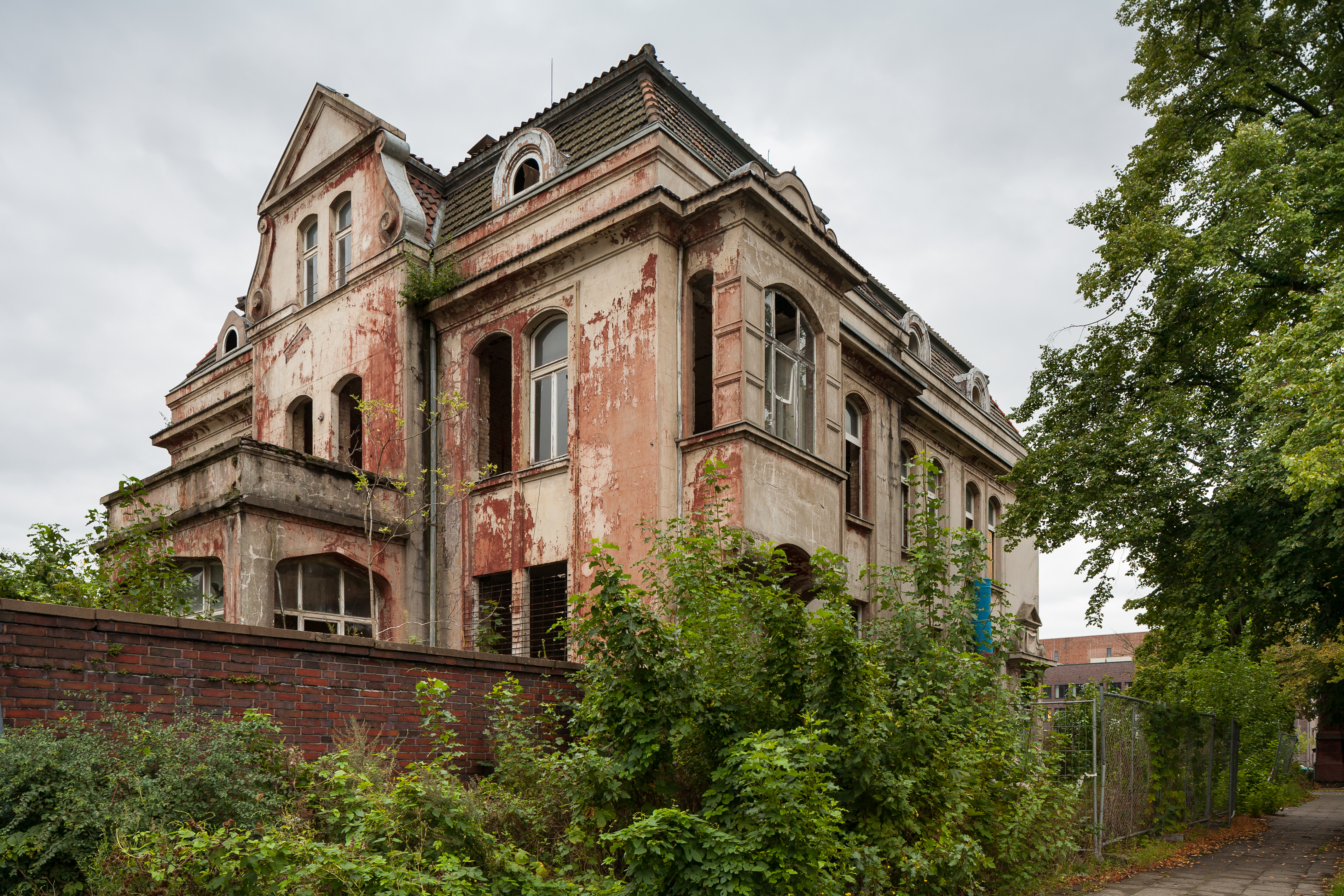
Villa all'interno del sito produttivo
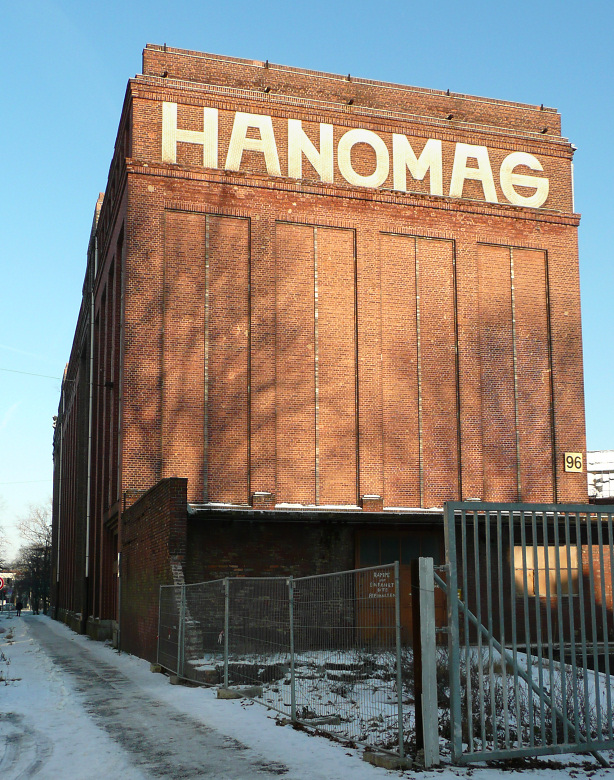
Fabbrica
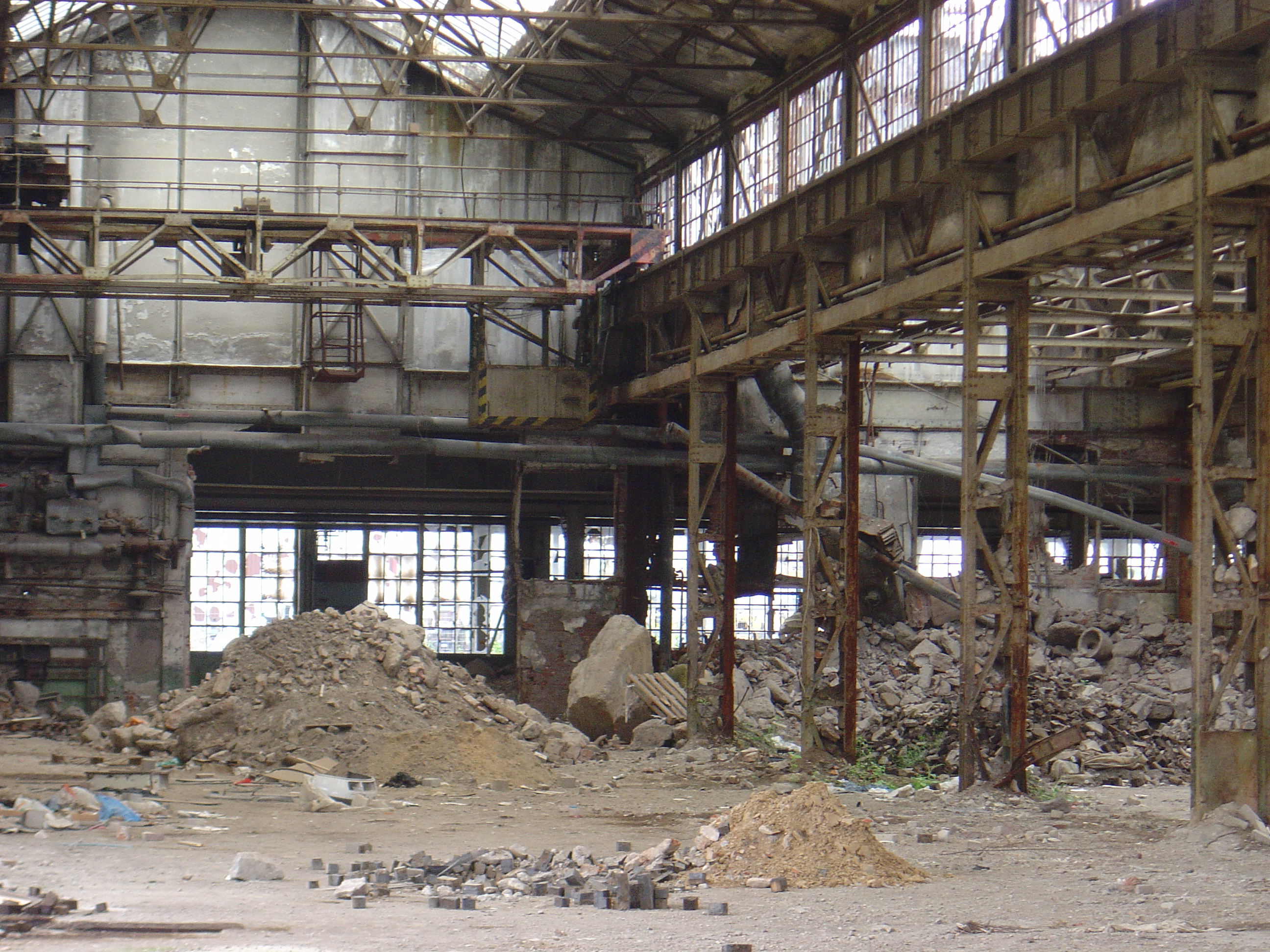
Interno di un fabbricato, demolito nel 2010
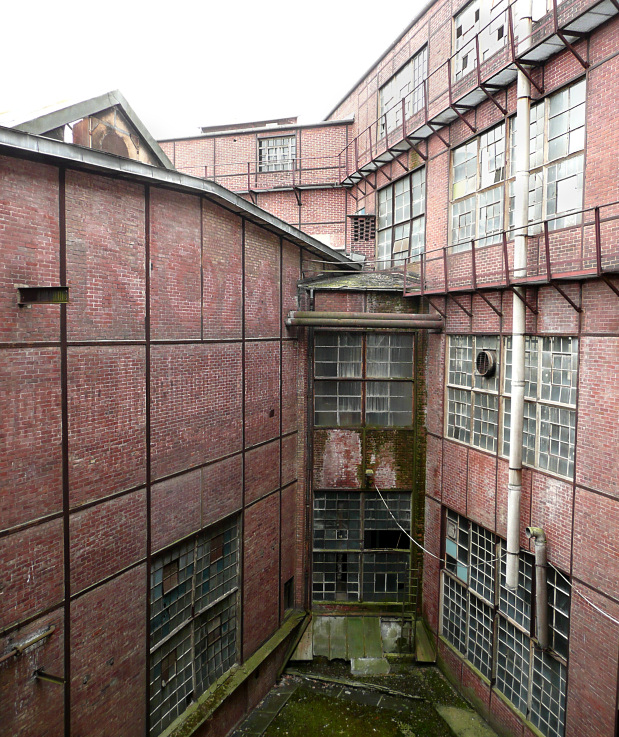
Parte dell'azienda con scritte Hanomag, demolita nel 2010
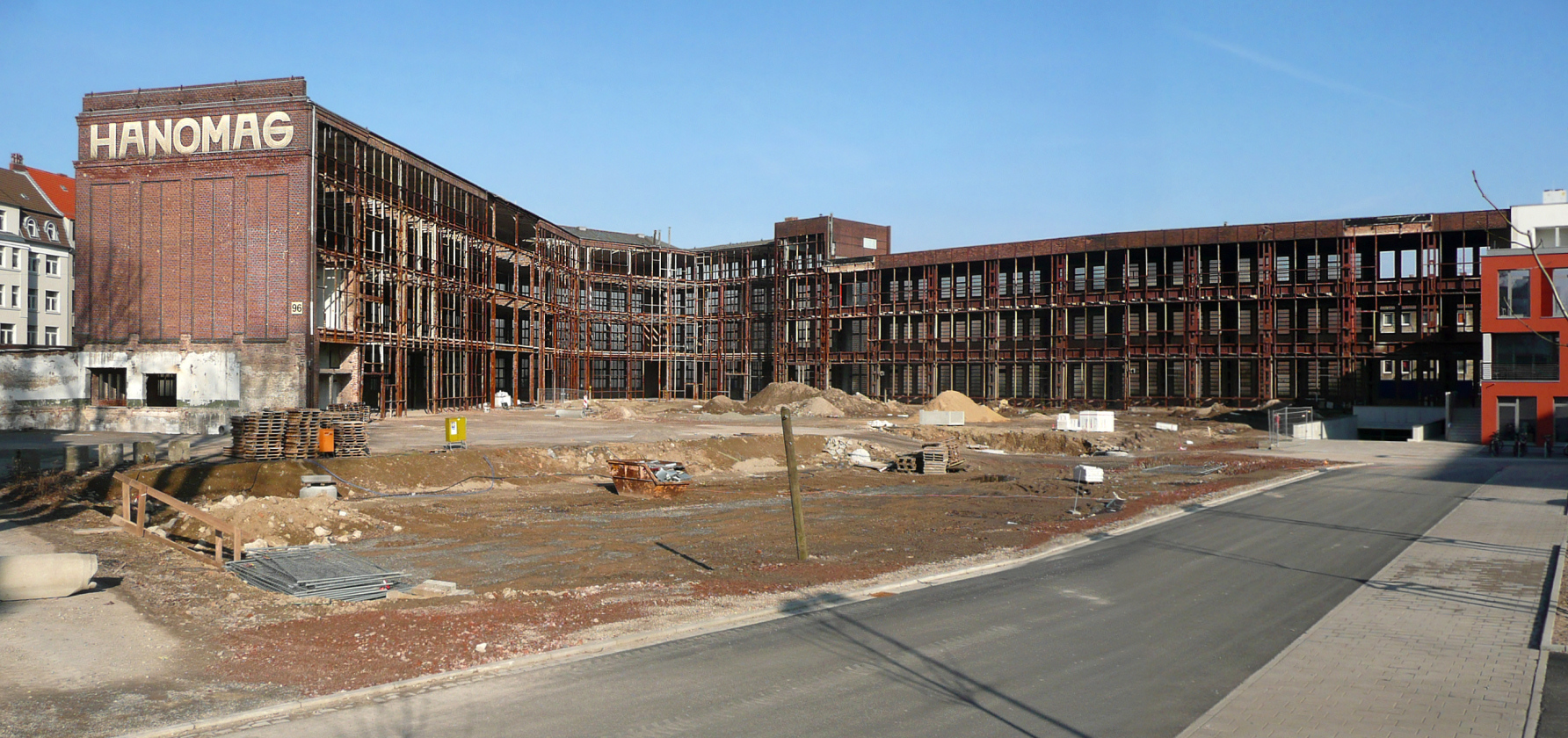
Inizi 2011, fabbricato successivamente abbattuto
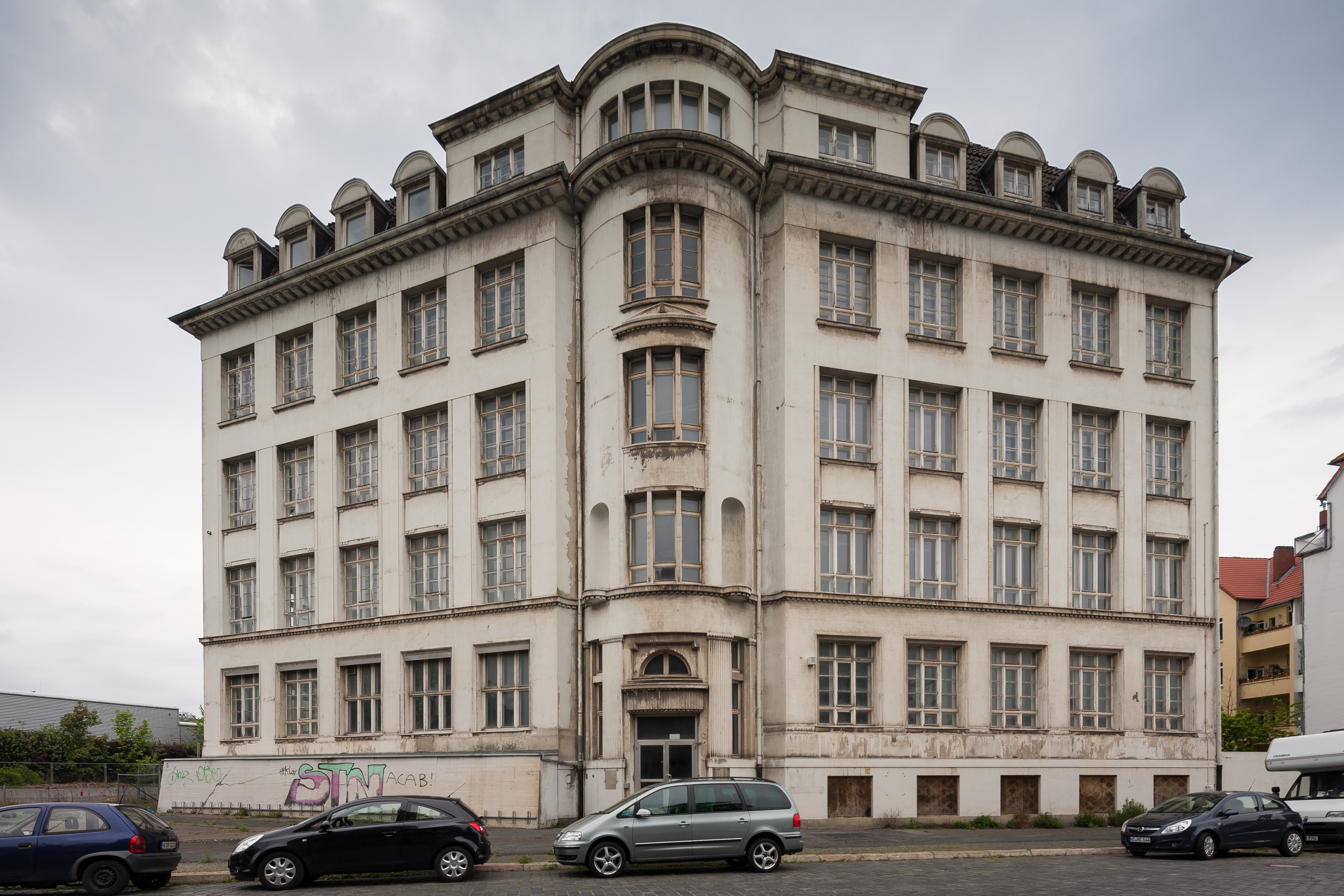
Edificio sulla Hanomagstraße 8

## Prodotti

### Locomotive a vapore

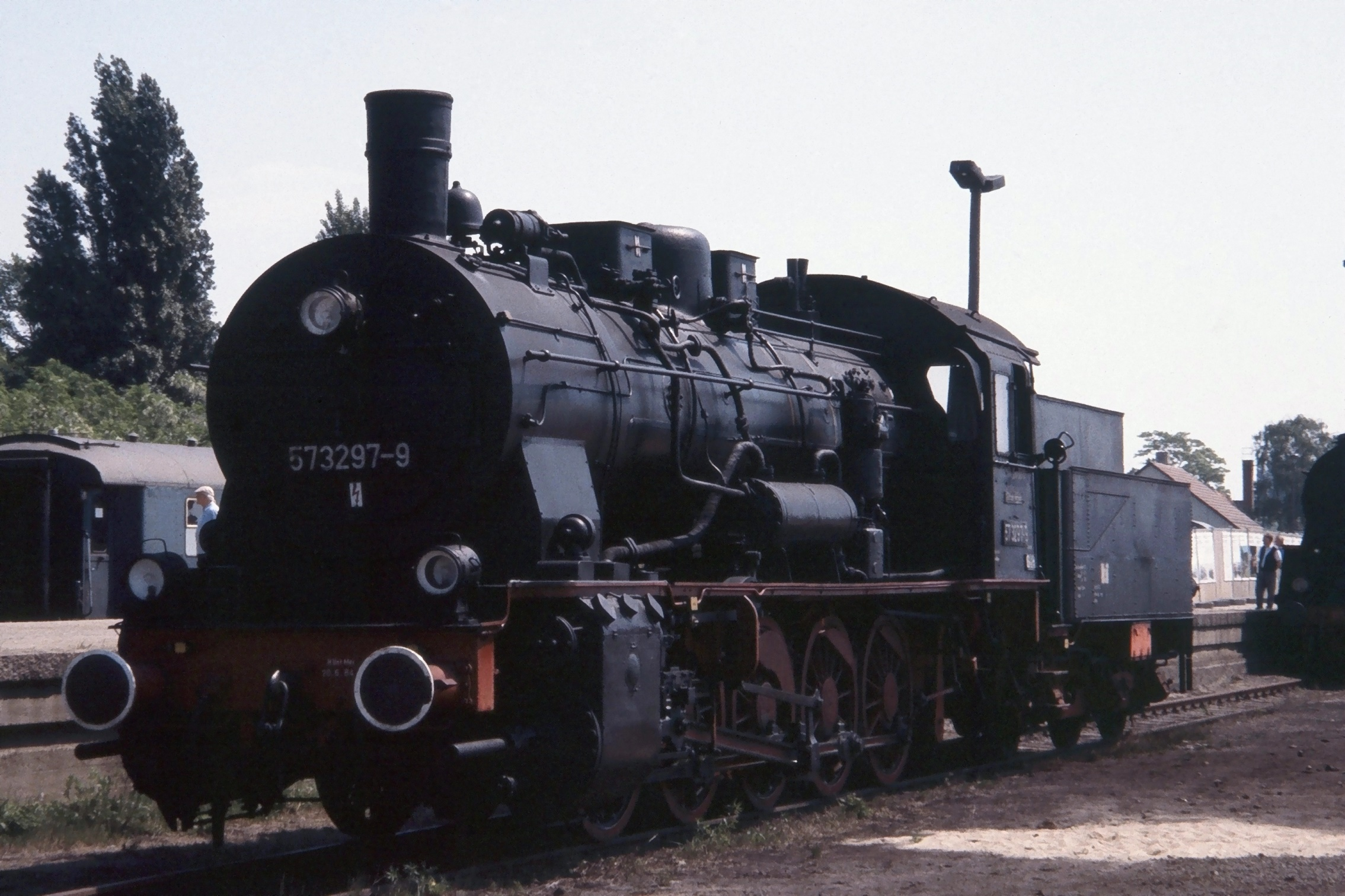
Locomotiva a vapore prussiana G 10

Hanomag è stato fino al 1931 uno dei principali produttori di locomotive della Germania. La fabbrica di George Egestorff aveva consegnato, nel 1846, la sua prima locomotiva a vapore Ernst August, per l'inaugurazione della ferrovia statale Hannover-Hildesheim. Nel periodo successivo è stata la principale fornitrice delle ferrovie dello stato del Regno di Hannover. In seguito ha prodotto locomotive per le Ferrovie dello Stato prussiano. Dal 1894 Hanomag fu il fornitore esclusivo delle ferrovie statali del Granducato di Oldenburg.
Prima della prima guerra mondiale vennero prodotte in particolare le cosiddette locomotive a vapore Prussiane S 1, S 5.1, S 7, S 9, G-8, G 10 e G 12, in parte sviluppate e prodotte da Hanomag.  La Prussiana G 8.1, che venne prodotta in 999 unità complessive, rappresentò il maggiore impegno costruttivo della fabbrica di Linden, con un buon 20%. L'esportazione, soprattutto verso Romania e Bulgaria, poco prima della prima guerra mondiale rappresentava il 40% delle locomotive prodotte.
Nel 1880 Hanomag costruì e brevettò il primo prototipo di motore diesel per locomotiva ma non ebbe seguito immediato.
Nel 1922 iniziò una svolta nella produzione di locomotive a causa del forte calo della domanda che cessò in favore della produzione bellica nel corso della seconda guerra mondiale. La produzione Hanomag aveva superato le 10.000 locomotive a giugno 1931.

### Altre produzioni

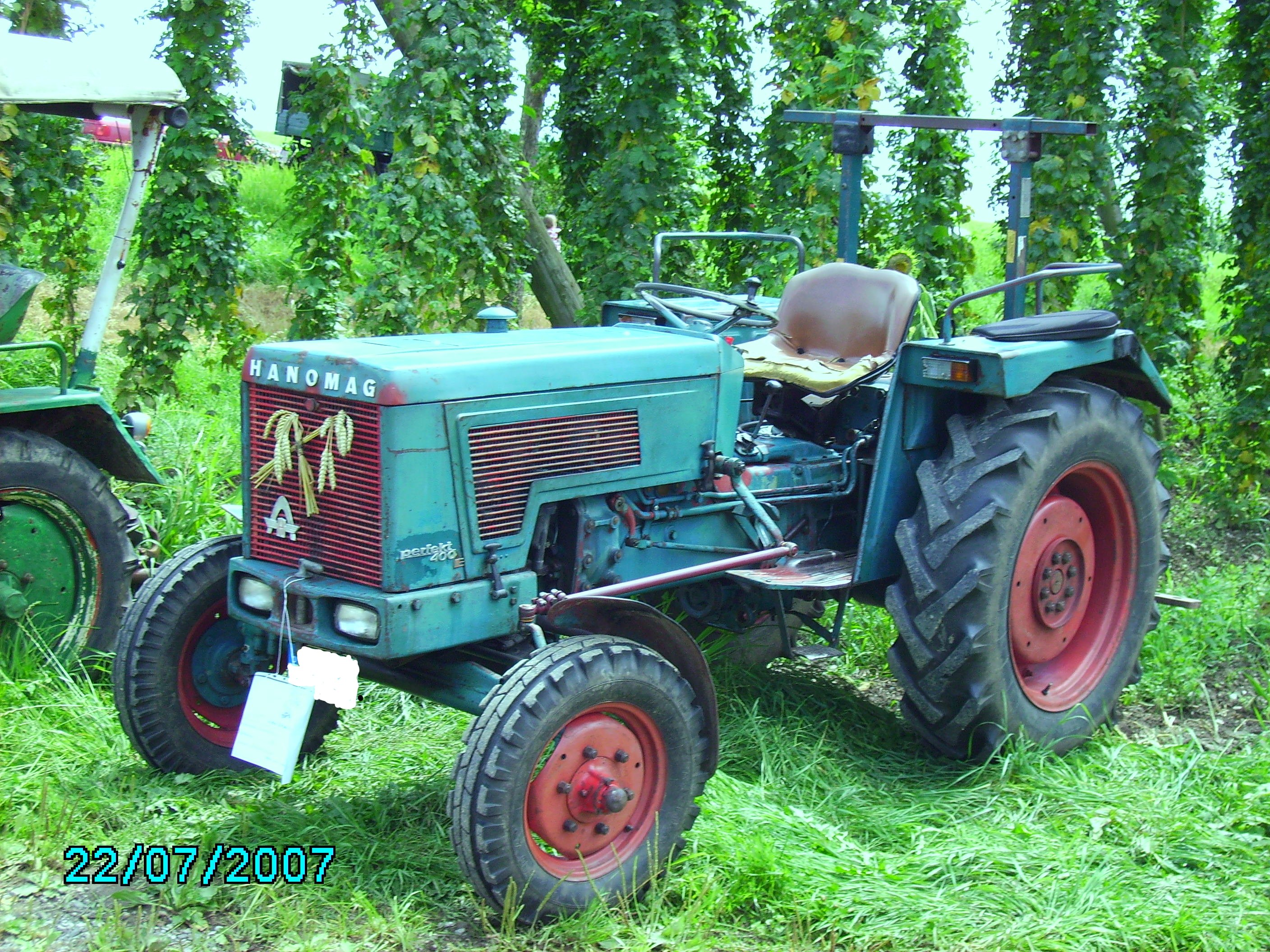
Trattore Perfect 400

Un importante settore produttivo della Hanomag erano anche i motori a vapore e le caldaie a tubi verticali per le centrali elettriche.
- Dal 1905: Produzione di veicoli commerciali pesanti fino al 1977 (dal 1969 Hanomag-Henschel con un iniziale 51%, poi 100% di partecipazione da parte della Daimler-Benz AG).
- Dal 1912: Produzione di motori a benzina per aratura e trattori (dal 1924); nel 1931 primo trattore diesel; nei primi anni 1950, Hanomag è leader del mercato. Nel 1951 una serie di trattori basati su un sistema modulare con i motori a 2, 3 e 4 cilindri; dal 1962 sono costruiti solo trattori diesel a 4 tempi fino alla cessazione della produzione nel 1971.
- Dal 1924, produzione di autovetture (fino al 1941)
- Dal 1931, produzione di macchine movimento terra.

### Automobili Hanomag

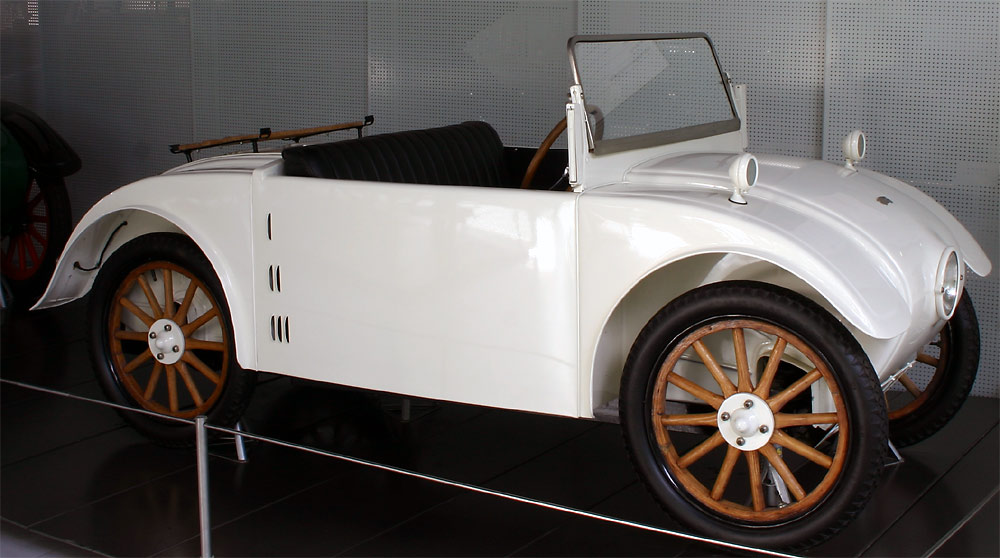
Autovettura leggera Hanomag Kommissbrot (Pane del soldato)

Dal 1925 fino alla seconda guerra mondiale Hanomag produsse autovetture piccole e medie tra le quali la Hanomag 2/10 PS. Un tentativo di ripresa della produzione di auto nel 1951 non ebbe seguito.

### Veicoli commerciali

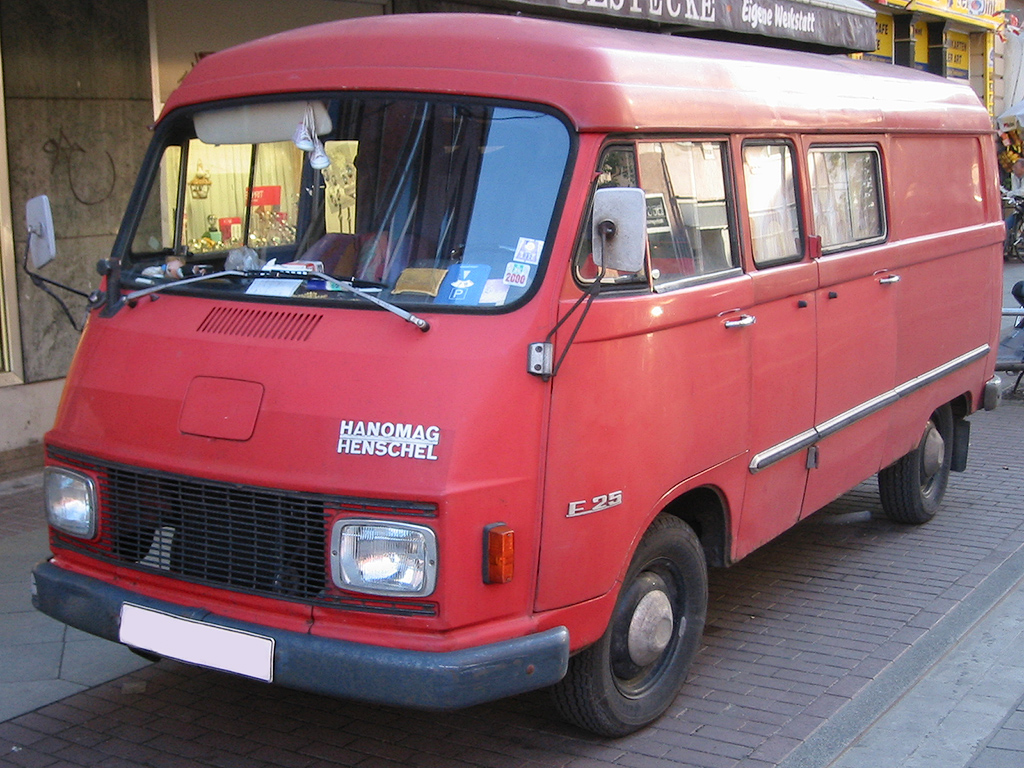
Hanomag F25

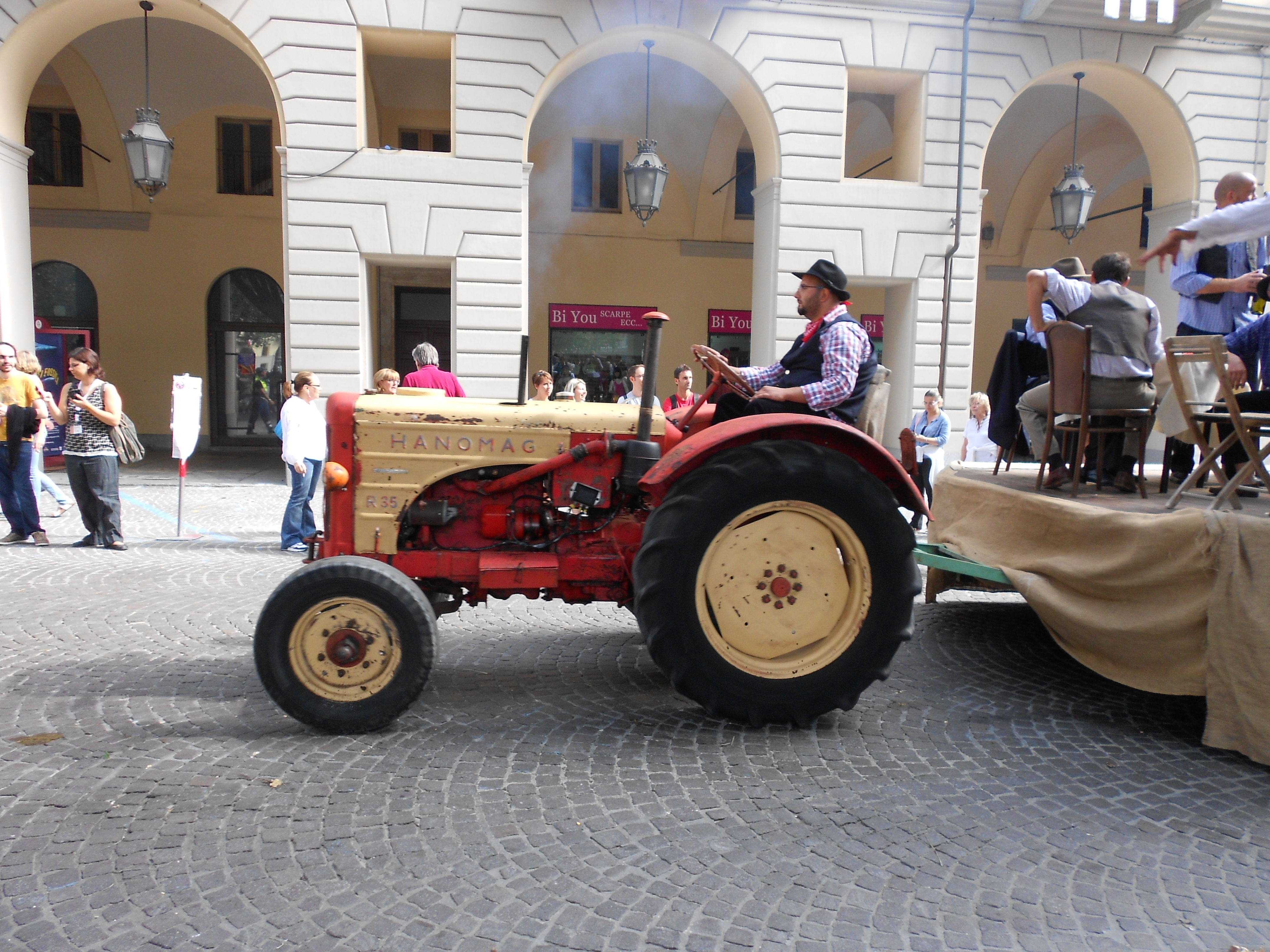
trattore Hanomag R 35

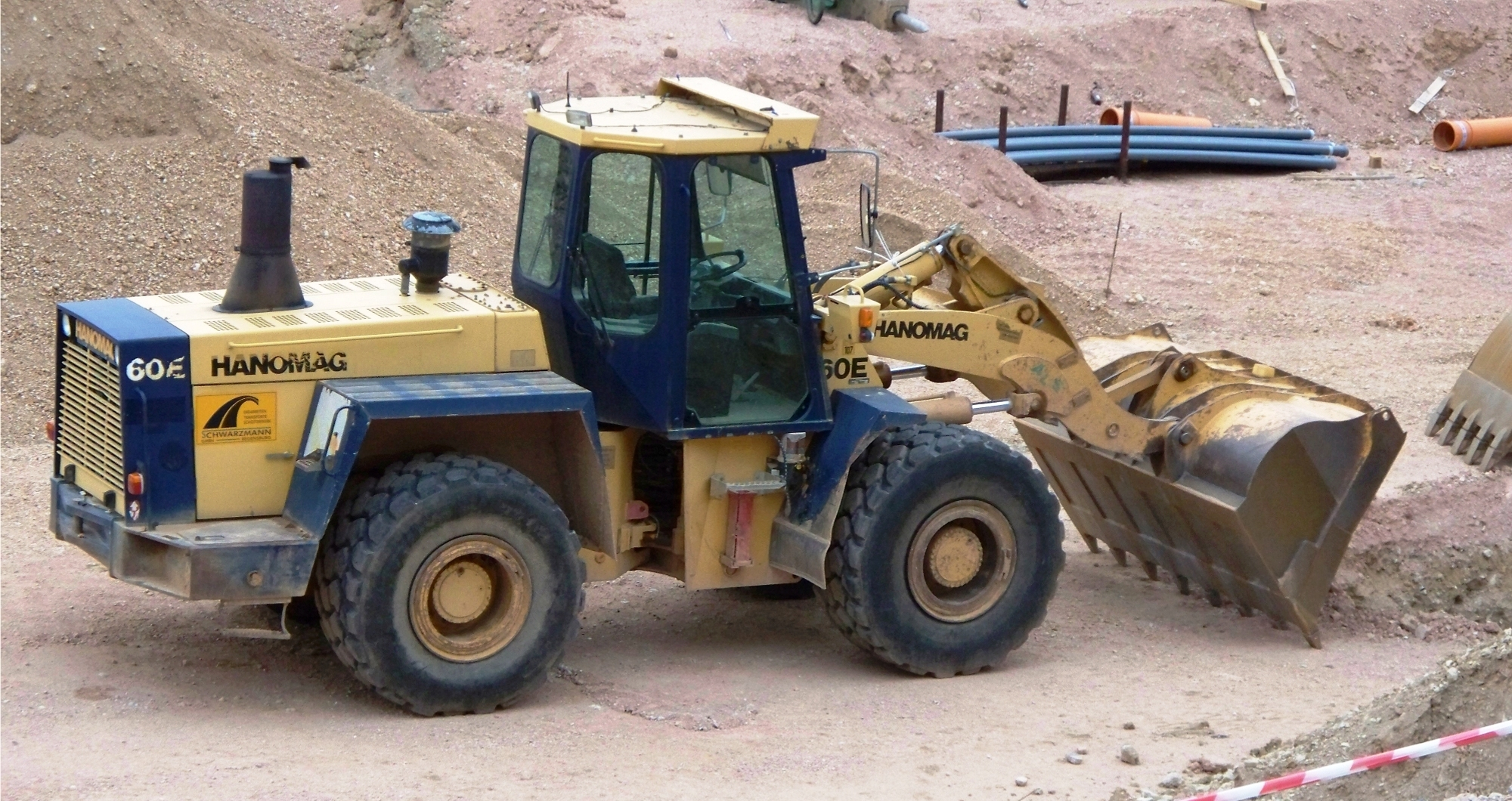
Macchina movimento terra

Il marchio Hanomag si era imposto nel 1930 in particolare con i trattori. Nel periodo bellico molti dei trattori vennero adattati e costruiti ad uso militare. Nel 1945 venne ripresa la costruzione di trattori stradali civili.

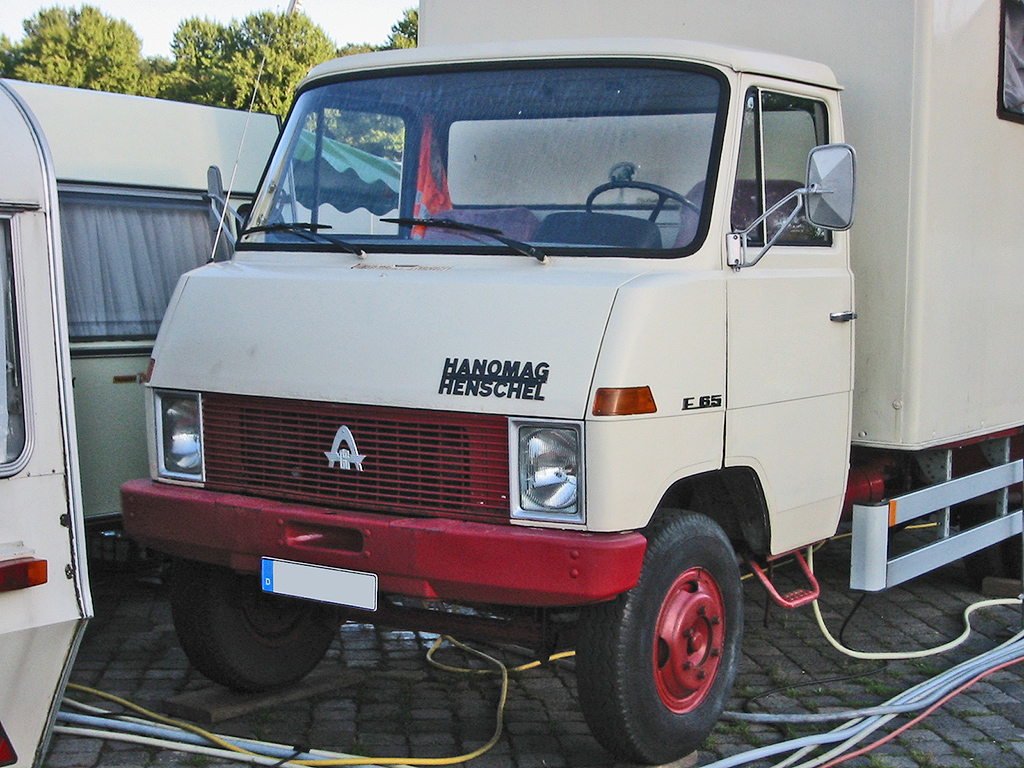
Autocarro Hanomag-Henschel F 65

Nel 1950 fu presentato un moderno Van da 1,5 t di carico utile seguito negli anni successivi da altre opzioni per un massimo di 3 t di carico utile; il modello è stato costruito fino al 1960. Nel 1958 appare sul mercato l'Hanomag Kurier per 2 t di carico utile. La serie è stata sostituita nel 1967 dal nuovo modello Hanomag-serie F che ha iniziato con 2,1 t di carico utile. Il più grande modello della gamma è stato nel 1969 l'F 86 con una portata di 5 t e di 8,5 t. A seguito dell'acquisizione della Hanomag-Henschel Fahrzeugwerke, rinominata divisione veicoli commerciali di Daimler-Benz nel 1971, il serie F continuò ad essere costruito fino al 1973.

### Hanomag in Argentina - Trattori
In primo luogo, associato alla società InSud a La Matanza, Buenos Aires, tra gli anni 1952 e 1959. I modelli che ha prodotto sono stati i R35 e R55.
Nel 1960, attraverso un accordo con lo smalto di Cura (situato a Granadero Baigorria, Santa Fe), riprese la produzione di trattori.
Oltre ai modelli R35 e R55, i modelli R40, R46, R57, R60 e R75 vengono aggiunti alla linea di produzione.
Questo è stato mantenuto fino al 1971, quando Massey Ferguson ha assunto le attività commerciali e industriali, sostituendo la linea Hanomag nel 1972 con quella di Massey Ferguson.